# Ephesia hetaera
Ephesia hetaera är en fjärilsart som beskrevs av Otto Staudinger 1892. Ephesia hetaera ingår i släktet Ephesia och familjen nattflyn. Inga underarter finns listade i Catalogue of Life.